# 原卓門
原 卓門（はら たくと、1988年2月14日 - ）は、日本のアメリカンフットボール選手。現在Xリーグのオービックシーガルズに所属している。ポジションはランニングバック。身長185cm、体重83kg。

## 来歴
愛知県出身。法政二高でアメリカンフットボールを始める。法政大学トマホークスでは3年時に法政のエースRBとして関東リーグ戦において98回1043ヤード15TDを記録、関東学生史上5人目の1000ヤードラッシャーとなり関東リーグ戦MVPに選ばれた。
またクラッシュボウルでも日大相手に3TDを記録してMVPを獲得。第63回甲子園ボウルでは立命館と対戦し19対8で敗戦。甲子園ボウル敢闘賞を受賞。4年時は副将としてチームを引っ張り、クラッシュボウルにおいて3TDを獲得して2年連続のクラッシュボウルMVPに輝いた。
その年の甲子園ボウルでは関大と対戦し50対38でハイスコアリングゲームの末に敗れ、リベンジを果たすことは出来なかった。原は2年連続で敢闘賞を受賞。
法大卒業後は2010年にオービックシーガルズの練習に参加、その後カナダへの海外語学留学を経て2012年3月にオービックシーガルズに加入。同年、新人ながらシーズン65回389ヤード3TDと活躍。チーム内ではエースRB古谷拓也に次ぐラッシング記録であった。
またその年のジャパンXボウルでオービックは鹿島ディアーズと対戦、27対24で勝利。その試合で原は8回78ヤードを走りMVPを獲得。翌年のライスボウルでオービックは3連覇達成、原もその試合3連覇に貢献するランニングを見せた。2014年のライスボウルでオービックは関西学院大学に34対16で勝利を収め史上初の4連覇を達成。原はその試合においてラン17回114ヤードを走り、2つのTDランを決めてポール・ラッシュ杯に輝いた。2014年オールXリーグに初選出。
2017年春は、米インドアフットボールリーグのテキサスレボリューションでプレーした。

## プレースタイル
- 長身で懐が深く相手タックルの芯を外し、するするとかわしながら走り抜けていく。大学時代からうなぎ走法と呼ばれている。
- 40ヤードのベストタイムは4秒53。

## 獲得タイトル
- 関東リーグ戦 MVP、クラッシュボウルMVP、甲子園ボウル敢闘賞（2008年）
- クラッシュボウルMVP、甲子園ボウル敢闘賞（2009年）
- ジャパンXボウル MVP（2012年）
- ライスボウル MVPポール・ラッシュ杯（2014年）